# Lajen
Lajen (Italiaans: Laion) is een gemeente in de Italiaanse provincie Zuid-Tirol (regio Trentino-Zuid-Tirol) en telt 2401 inwoners (31-12-2004). De oppervlakte bedraagt 37,3 km², de bevolkingsdichtheid is 64 inwoners per km².

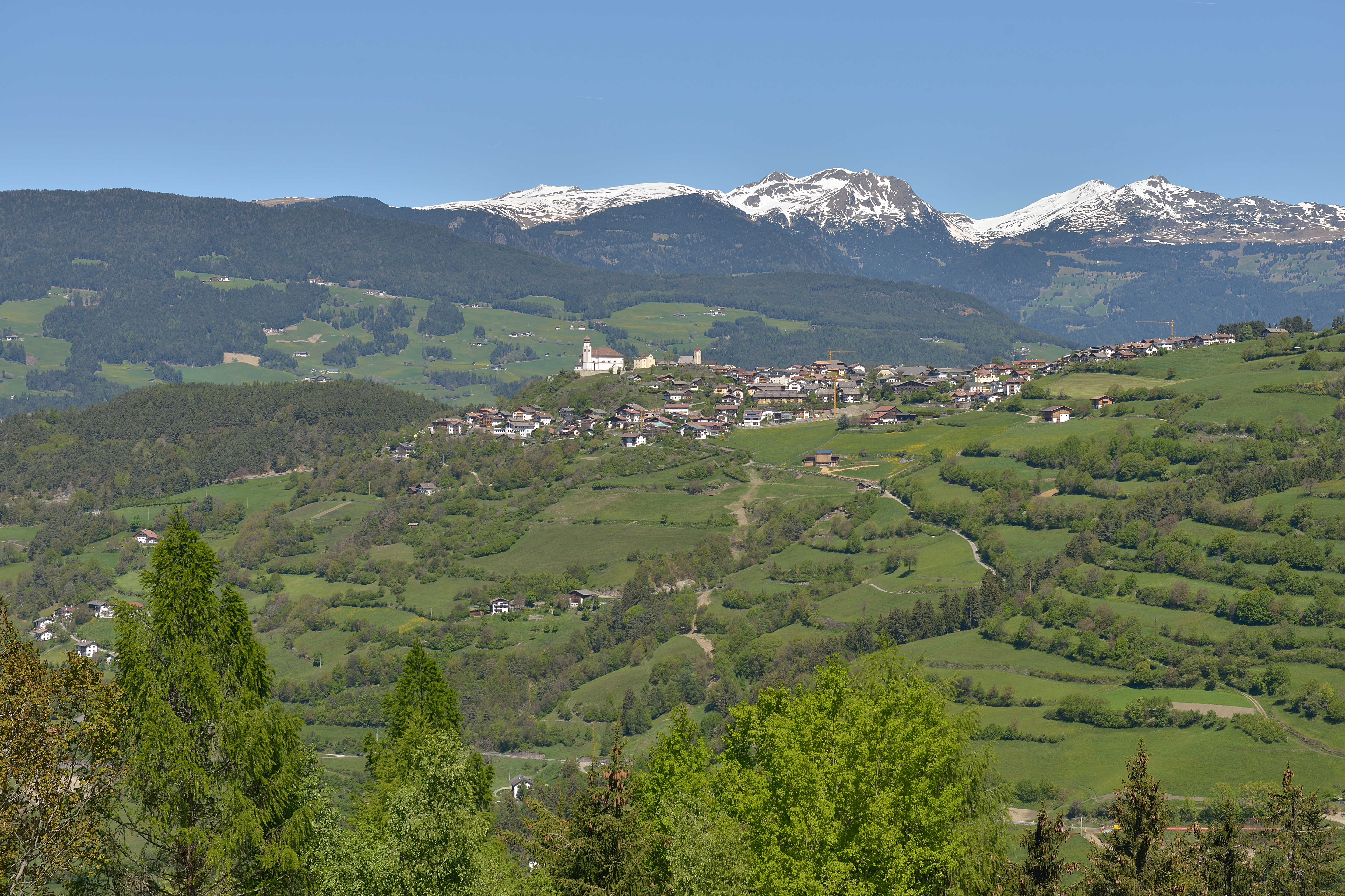
Lajen
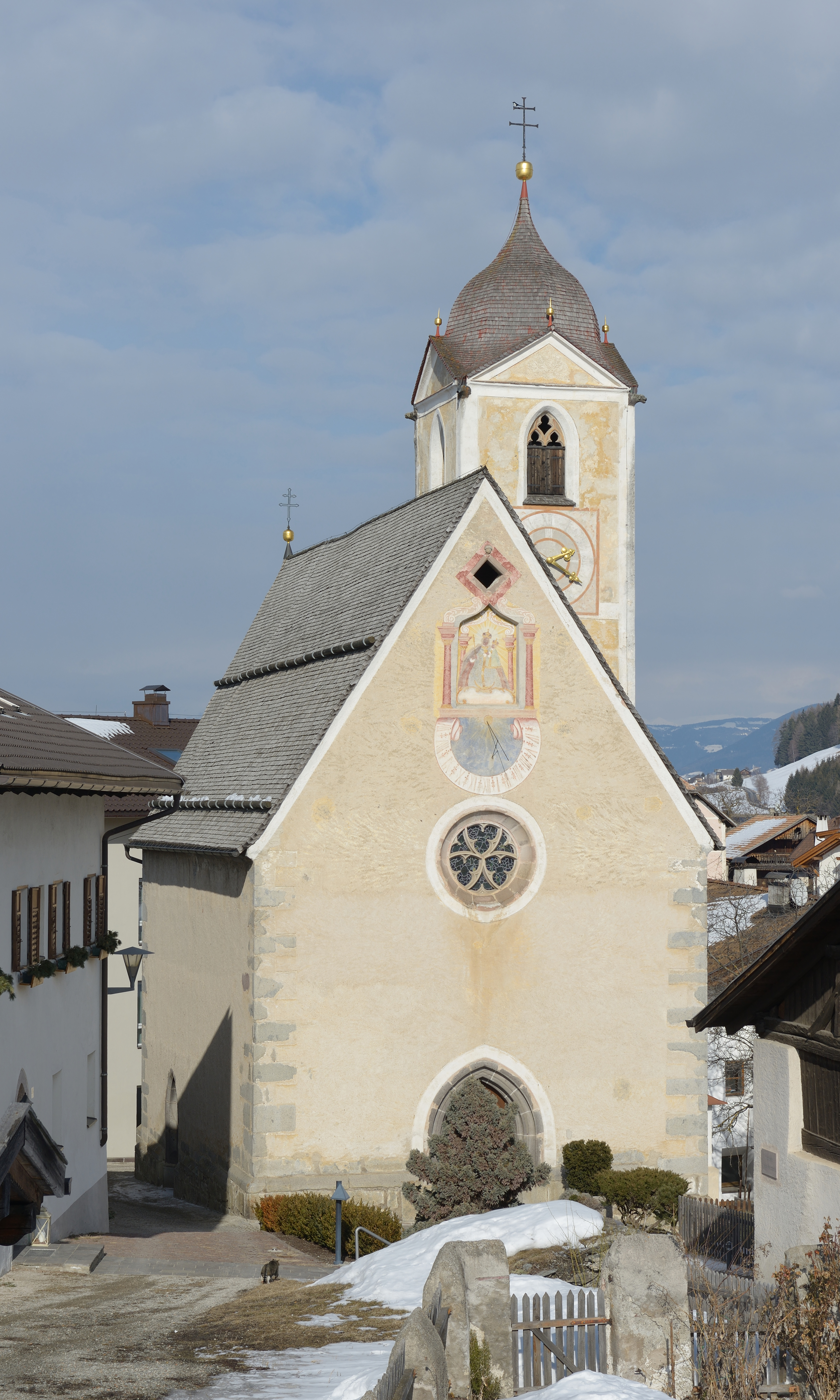
O.l.v. van Lajen

## Geografie
Lajen grenst aan de volgende gemeenten: Barbian, Kastelruth, Klausen, Urtijëi, Villanders, Villnöß, Waidbruck.
Het heeft aan de Brennerspoorlijn ook een station Ponte Gardena-Laion Waidbrück-Lajen.
De volgende Fraktionen maken deel uit van de gemeente:
- Albions (Albions)
- Freins (Fraina)
- Ried (Novale)
- Sankt Peter (San Pietro)
- Tanirz (Tanurza)
- Tschöfas (Ceves)